# Papagájalakúak
A papagájalakúak (Psittaciformes) a madarak (Aves) osztályának egyik rendje, amelybe 3 öregcsalád, 6 család, 14 alcsalád, 107 nem és 431 faj tartozik. A „papagáj” név valószínűleg a Közép-Afrikában élő timnehektől származik: ők nevezik az egyik, vidékükön honos papagájfajt pampakajnak, ami nyelvükön fecsegő-locsogót jelent. Hasonló megfontolásokból a nyelvújítás idején a papagáj magyar nevének a gajdol, kajdol igéből képzett kajdácsot ajánlották, de ez nem honosodott meg. A papagájalakúak mintegy harmadát ma a kihalás veszélye fenyegeti, és az átlagos kihalási kockázatuk magasabb, mint bármely más hasonló madárcsoporté.

## Származásuk, elterjedésük
A világ 124 országában élnek vadon az északi szélesség 35° és a déli szélesség 56° között, de fajaik elterjedése a trópusi és szubtrópusi területekre koncentrálódik.
Európában és Észak-Amerikában nem honosak, de több fajuk közkedvelt díszmadár. Trópusi és szubtrópusi területek lakói:
- Közép- és Dél-Amerikában (a Tűzföld kivételével),
- Afrikában a Szaharától délre, beleértve a Fokföldet is.
- Elő- és Hátsó-Indiában,
- az Indonéz szigetvilágban (beleértve a Fülöp-szigeteket is,
- Ausztráliában és Új-Zélandon, valamint
- a Csendes-óceán szigetvilágának nyugati részén;

tehát: 
- az északi faunabirodalom (Arctogea)
  - afrotropikus (Aethiopis),
  - madagaszkári és
  - orientális faunaterületén,
- az újvilági faunabirodalomban (Neogea), valamint
- az ausztráliai faunabirodalomban (Notogea).

## Megjelenésük, felépítésük
Testméretük meglehetősen változatos: legkisebb fajaik, a harkálypapagájok (Micropsitta spp.) alig 8–9 centiméteresek; legnagyobb fajuk, a nagy jácintara hossza eléri az 1 métert, testtömege az 1,5 kg-ot.
Csőrük leginkább az Accipitrimorphae csoportéra (ragadozó madarak) emlékeztet, de annál jóval erősebb és vastagabb lehet. A csőr alakja fontos megkülönböztető bélyeg. A csőr tövét bőrszerű viaszhártya fedi; azon nyílik a két orrlyuk. A rövid felső csőrkávát külön ízület kapcsolja a homlokcsonthoz, viszont az alsó káva nem mozgatható. A kemény héjú termések feltörése érdekében több taxon (arák, kakadufélék) csőrkampójának hátsó részén szarubarázdák, úgynevezett reszelőlécek (reszelőrovátkák) alakultak ki; ezekhez nyomják nyelvükkel a magokat.
Fejük nagy, kerek; a nyelvük húsos, erős.
Nyakuk vaskos; erős izmokkal.
A legtöbb faj szárnya jól fejlett, erős. Az egyetlen kivétel a földön élő kakapó (Strigops habroptilus); ennél a mellcsonttaréj is hiányzik.
Farkuk változatos: egyaránt lehet hosszú vagy rövid, lapos, tömpe, ék alakú vagy lépcsőzetes. Farktőmirigyük gyengén fejlett; a golyópapagájé (Bolbopsittacus lunulatus) és az ékfarkú papagájoké (Aratinga spp.) teljesen hiányzik. A farktőmirigy szerepét speciális, úgynevezett púdertollak vették át.
Lábukat pikkelyes szarubevonat burkolja. A pikkelyek mérete és felületük durvasága fontos korjelző ismérv. A két középső lábujjuk előre áll, az első és a negyedik hátrafordítható. Fogságban, ha karmaikat nem koptatják rendszeresen, azok kórosan túlnőhetnek.
Tollazatuk gyakran tarka, jellegzetesen élénk színekkel. Ez jelentős mértékben annak köszönhető, hogy egy-egy toll maga is többszínű lehet: 
- gyakran más színű a külső zászló, mint a belső;
- a farktollak fölső (háti) oldala gyakran más színű, mint az alsó (hasi);
- egyes fajoknál már egy-egy zászlón is többféle szín figyelhető meg, folyamatos átmenetekkel.

A tollazatban gyakran tűnnek fel különféle módosult tollak — elsősorban dísztollak, mint az arák pofáján növő dísztollacskák vagy a kakaduk bóbitája.
A kifejlett madaraknál főleg a tollazat eltérő színezetében jelentkezik az ivari dimorfizmus; a fiatalok többnyire anyjukra hasonlítanak. Azoknál a fajoknál, amelyeknél a hímek és a tojók tollazata nem különbözik, a két nem részletes vizsgálat nélkül többnyire csak viselkedése alapján különíthető el.

## Életmódjuk
Növényevő madarak. Mászáshoz a csőrüket is használják. Lábuk nem csak a mászást szolgálja; sok faj a táplálékot is azzal emeli csőréhez. Növények termésein, főként magvakon élnek.
A természetben a legtöbb faj társaságkedvelő; némelyik nagy csapatokban él. A sztyeppen élő ausztráliai rozellaformák csak az esős időszakban verődnek csapatokba.
Állandó (nem, vagy csak rövid távokra költöző) madarak. Hangképző szerveik jól fejlettek, ezért egyes fajaik rendkívül változatos zajokat, dallamokat utánoznak, illetve énekelnek.
Többségük monogám.
Fő természetes ellenségük az ember. A ragadozó madarak elől elmenekülnek vagy felveszik velük a harcot.
A változó körülményekhez jól alkalmazkodnak, az emberi környezetet is gyorsan megszokják. Finomságokkal könnyen kézhez szoktathatók.
Test-, illetve agyméretükhöz képest rendkívül értelmesek; a nagyobb termetű fajok többnyire értelmesebbek, mint a kisebbek. Több faj jó hangutánzó; az emberi beszédet is képes megtanulni. Ez a tanulékonyság fajonként igencsak eltérő, a kisebb termetűek általában csak „papagájként ismétlik” a hallottakat, a nagyobbak képesek a megtanult kifejezéseket a helyzethez illően alkalmazni. Tanulékonyságuk, beszédkészségük egy-egy fajon belül is igen eltérő lehet, mivel az egyes egyedek személyisége nagyon különböző; mindegyik egy-egy önálló egyéniség. Tévhit, hogy csak a hímek tanulhatnak meg beszélni, bár a nőstények közt valóban kevesebb a beszédes példány. A magányos példányokat könnyebb beszédre tanítani, mint azokat, amelyeknek társa van.
Az összes madárrend közül a papagájalakúak a leghosszabb életűek.

### Szaporodásuk
Általában fák odvaiban költenek; ha nem találnak megfelelő odút, erős csőrükkel maguk vájnak egyet. A tojásból csupaszon kibújó, fészeklakó fiókákat a két szülő közösen gondozza.

## Természetvédelmi helyzetük
Kedvelt díszmadarak, olyannyira, hogy begyűjtésük több fajt a kipusztulás szélére sodort. A Természetvédelmi Világszövetség besorolása szerint a ma élő fajok mintegy harmada valamelyik fenyegetett kategóriába tartozik — sebezhető (VU), veszélyeztetett (EN), illetve súlyosan veszélyeztetett (CR). A fő veszélyforrások:
- az ipari mértékű mezőgazdaság,
- az illegális állatkereskedelem,
- az erdőirtás,
- az élőhelyeik pusztulása,
- az éghajlatváltozás,
- a betelepített (behurcolt) inváziós fajok.

Az egyes veszélyeztető tényezők hatása és fontossága régiónként eltérő.

## Rendszerezésük
A rendet a 2020-as évek elején 3 öregcsaládra (családsorozatra) és 6 családra tagolják.
Bagolypapagáj-szerűek (Strigopoidea) öregcsalád
- Bagolypapagáj-félék (Strigopidae) család
  - Bagolypapagáj-formák (Strigopinae) alcsalád – 1 nem
- Keafélék (Nestoridae) család
  - Keaformák (Nestorinae) alcsalád – 1 recens és 1 kihalt nem

Kakaduszerűek (Cacatuoidae) öregcsalád
- Kakadufélék (Cacatuidae) család
  - Nimfapapagáj-formák (Nymphicinae) alcsalád – 1 nem
  - Hollókakadu-formák (Calyptorhynchinae) alcsalád – 2 nem
  - Kakaduformák (Cacatuinae) alcsalád
    - Pálmakakadu-rokonúak (Microglossini) tribusz – 1 nem
    - Kakadurokonúak (Cacatuini) tribusz – 4 nem

Papagájszerűek (Psittacoidae) öregcsalád
- Sörtésfejűpapagáj-félék (Psittrichasidae) család
  - Sörtésfejűpapagáj-formák (Psittrichasinae) alcsalád – 1 nem
  - Hollópapagáj-formák (Coracopseinae) alcsalád – 1 nem
- Szakállaspapagáj-félék (Psittaculidae) család
  - Szakállaspapagáj-formák (Psittaculinae) alcsalád
    - Harkálypapagáj-rokonúak (Micropsittini) tribusz – 1 nem
    - Ragyogópapagáj-rokonúak (Polytelini) tribusz – 3 nem
    - Szakállaspapagáj-rokonúak (Psittaculini) tribusz – 11 recens és 1 kihalt nem

  - Tigrispapagáj-formák (Psittacellinae) alcsalád – 1 nem
  - Rozellaformák (Platycercinae) alcsalád
    - Rozellarokonúak (Platycercini) tribusz – 10 nem
    - Földipapagáj-rokonúak (Pezoporini) tribusz – 3 nem

  - Lóriformák (Loriinae) alcsalád
    - Hullámospapagáj-rokonúak (Melopsittacini) tribusz – 1 nem
    - Fügepapagáj-rokonúak (Cyclopsittini) tribusz – 2 nem
    - Lórirokonúak (Loriini) tribusz – 19 nem

  - Törpepapagáj-formák (Agapornithinae) alcsalád – 3 nem
- Papagájfélék (Psittacidae) család
  - Jákópapagáj-formák (Psittacinae) alcsalád – 2 nem
  - Araformák (Arinae) alcsalád
    - Citrompapagáj-rokonúak (Amoropsittacini) tribusz – 4 nem
    - Amazonrokonúak (Androglossini) tribusz – 10 nem
    - Verébpapagáj-rokonúak (Forpini) tribusz – 1 nem
    - Ararokonúak (Arini) tribusz – 19 recens és 1 kihalt nem

Magasabbrendű taxonba sorolatlan 2 kihalt nem:
- † Lophopsittacus
- † Necropsittacus

## Régi írások a papagájokról
Ezt írja róluk Raff György a Természet históriájában: A papagájok vagy kajdácsok csupa majmok a' madarak közt. A' majom mindig virgoncz, gonosz és ravasz, mindent ellop a' mit meglát, ha szerit teheti, akár eheti meg, akár nem; és épen ezt cselekszi a' papagáj is: mindent felszed vastag görbe orrával mi fényes, üveget, gyürüket, csatokat és kanalat, sőt gyakran az eleven szenet is, s' azokat elviszi. Azért is szorosan kell rá vigyázni, hogy valami bosszúságot ne tegyen, vagy szerencsétlenséget is ne okozzon. "Valljon mivel szokott élni?" Mikor honjában szabadon van, kókusdióval, makkal, tök maggal 's csaknem mindenféle gabnamagvakkal, még kölessel és rízskásával is; ha pedig megszelidül mindent megeszik mit az emberek: sűltet, főttet, gyümölcsöt, kenyeret, és egyebet. Eledelét újaival viszi a' szájába, s' mindaddig mig azt megeszi fél lábon áll. "Van-e sok papagáj?" Oh igen is; legalább harmincszázféle számláltatik, mellyek nagyságra, és színre nézve jóval különböznek egymástúl. Vannak olly nagyok mint a' házi tyúk; de vannak olly kicsinyek is mint a' veréb. Szinökre nézve pedig vannak vörösek, zöldek, sárgák, szürkék, fejérek, feketék, kékek, melyeknek különböző neveik vannak, mint zöld huszár, vörös párkit, kakatu, 's'a t. 'S nálunk rendszerint igen drágák. A' parkitok szüntelen azt kiáltozzák: parkit, parkit és a' szép bóbítájú kakatuk: kakatu, kakatu! Keletindiában, Délafrikában és Amerikában mindenütt vannak papagájok; de Keletindiában és Chinában legtöbbek és szebbek találtatnak. Ott kókus és szerecsen dió fákon laknak 's nagy bőséggel költenek, az ágak hegyeire függesztvén fészkeiket, nehogy a' kígyók, gyíkok hozzájuk felmászhassanak és kárt tehessenek. Előre is, hátra is két újuk van, és orrok segelme által jó szaporán tudnak fel 's alá mászkálni a' fákon; mert valahányszor mászkálás közben egyik lábokat eleresztik, mind annyiszor orrukkal a fába vágnak, hogy le ne essenek.